# 巴基斯坦國際航空740號班機空難
巴基斯坦國際航空740號班機空難是巴基斯坦國際航空一班的來回吉達阿卜杜勒-阿齊茲國王國際機場至喀拉蚩定期航班，1979年11月26日，一架波音707客機墜毀於吉達，造成156名乘客死亡。

## 原因
巴基斯坦國際航空740號班機爬升至37,000英尺時，01:47，空姐發現船尾機艙乘客門發生火災。巴基斯坦國際航空740號班機之後墜毀於吉達。